# روبیگالیا
روبیگالیا (انگلیسی: Robigalia) یکی از جشن‌های رومی در دین در روم باستان بود که در ۲۵ آوریل برگزار می‌شد و به نام خدای روبیگوس نامگذاری شد. مراسم اصلی آن قربانی کردن سگ برای محافظت از مزارع غلات از بیماری بود. بازی‌های لودی (روم) در قالب مسابقه‌های «مهم و جزئی» برگزار می‌شد. روبیگالیا یکی از چندین فستیوال کشاورزی در آوریل بود که فصل رشد را جشن می‌گرفت و زنده می‌کرد، اما عناصر قربانی این مناسبت‌ها نیز مملو از اضطراب در مورد شکست محصول و وابستگی به لطف الهی برای جلوگیری از آن است.